# Jürgen Wechsler
Jürgen Wechsler (* 26. November 1955 in Schwanstetten) ist ein deutscher Gewerkschaftler, ehemaliger Aufsichtsrat und ehemaliger Bezirksleiter der IG Metall Bayern.

## Leben
Wechsler besuchte bis 1971 die Volksschule in Schwanstetten. Anschließend machte er eine Ausbildung bei Siemens und arbeitete danach im Siemens Trafo Union in Nürnberg. 1975 und 1976 leistete er seinen Wehrdienst bei der Marine ab.
Seit 1972 ist er Mitglied der IG Metall. Zwischen 1978 und 1989 war er Delegierter und Vertreter bei den jeweiligen Versammlungen und Betriebsrat. Ab 1986 war er freigestellter Betriebsrat. Seit 1986 ist er Mitglied in der Tarifkommission M+E Bayern. Seit 1993 ist er Delegierter bei Gewerkschaftstagen. Von 1989 bis 1992 war er politischer Sekretär der IG Metall Verwaltungsstelle Nürnberg, wobei er auch beim Aufbau der Verwaltungsstelle Dübeln/Grimma half. Danach war er bis 2008 Zweiter Bevollmächtigter. Bis zu seiner Ernennung zum Bezirksleiter der IG Metall Bayern 2010 war er Erster Bevollmächtigter. Im Oktober 2018 will er sein Amt aufgeben.
Zwischen 1984 und 1992 war er Ehrenamtlicher Arbeitsrichter und von 1990 bis 2008 Aufsichtsrat bei AEG Hausgeräte/Electrolux. Seit 1997 ist er Mitglied der SPD und des Verwaltungsrates der AOK Bayern. Seit Oktober 2010 ist er Aufsichtsrat der Schaeffler AG und der BMW AG und seit Juni 2015 der Siemens Healthineers. Am 27. Juni 2018 wurde ihm der Bayerische Verdienstorden verliehen.
Er nahm an der Wahl des deutschen Bundespräsidenten 2017 für die SPD teil.